# 腳踏鈸

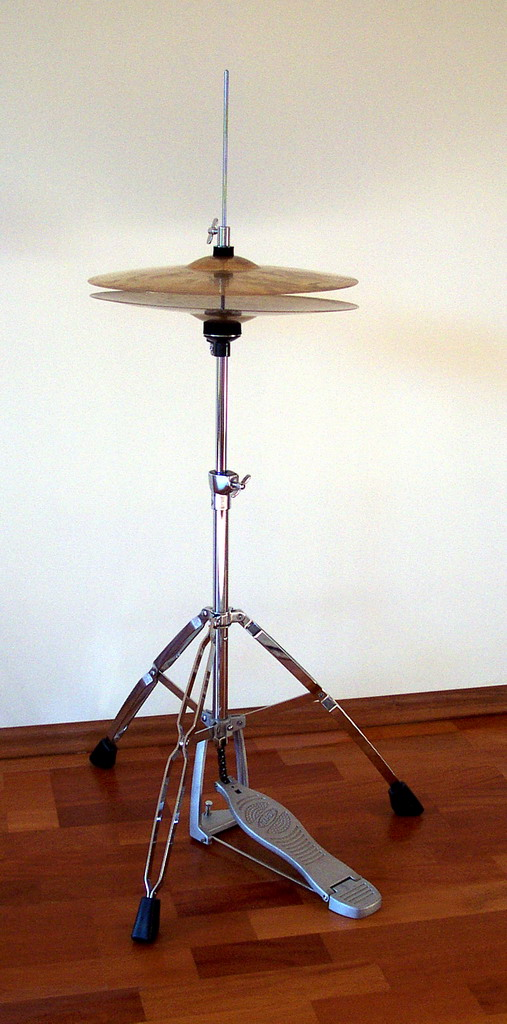
現代的腳踏鈸

腳踏鈸，又称踩镲是兩個鈸和一個腳踏板，安裝在金屬支架上組合而成。它是鼓手使用的標準鼓組的一部分，包括搖滾，流行和藍調等多種音樂風格。 腳踏鈸由一對安裝在支架上的小型到中型鈸組成，兩個鈸相互面對。底鈸是固定的，頂部安裝在桿上，當踏板踩下時，頂桿將頂鈸向底部移動，在這個狀態的腳踏鈸被稱為“關閉的腳踏鈸”。
腳踏鈸是從“sock cymbal”演變而來的，一對類似的鈸安裝在地面水平上，連接着一個鉸接的彈簧式腳踏裝置上。鼓手發明了第一個sock cymbal，使一個鼓手能夠同時演奏多個打擊樂器。隨著時間的推移，sock cymbal被安裝在短支架上 - 也被稱為“low-boys” - 並且被類似於2010年使用的腳踏板推動發聲。當向上延伸大約3'（76厘米）時，它們最初被稱為“high sock”鈸，隨著時間的推移逐漸演變成熟悉的“腳踏鈸”的術語。
腳踏鈸可以通過將腳踩腳踏板使鈸一起關閉來演奏，這會產生“chck”一聲。或者用鼓棍擊打它們，這可以通過它們打開、關閉、打開然後在敲擊之後關閉以阻止繼續響亮、或者關閉然後打開以在音符結尾處創建＂閃閃＂效果。根據擊打腳踏鈸的力度以及它是否“打開”（即踏板沒有按下，所以兩個鈸沒有合在一起），腳踏鈸可以產生一系列的發音，可以是非常安靜的“chck” （或“chick”）聲音，只需輕輕踩下踏板即可完成;，這適用於民謠或吉他獨奏開始時的柔和伴奏；亦可以非常響亮（例如用棍棒敲擊完全打開的鈸， 用於響亮重金屬音樂歌曲的技巧）。
雖然術語“腳踏鈸”通常是指整個裝置（兩個鈸，支架，腳踏板，桿），但在某些情況下，鼓手使用它來專門指代兩個鈸本身。

## 歷史

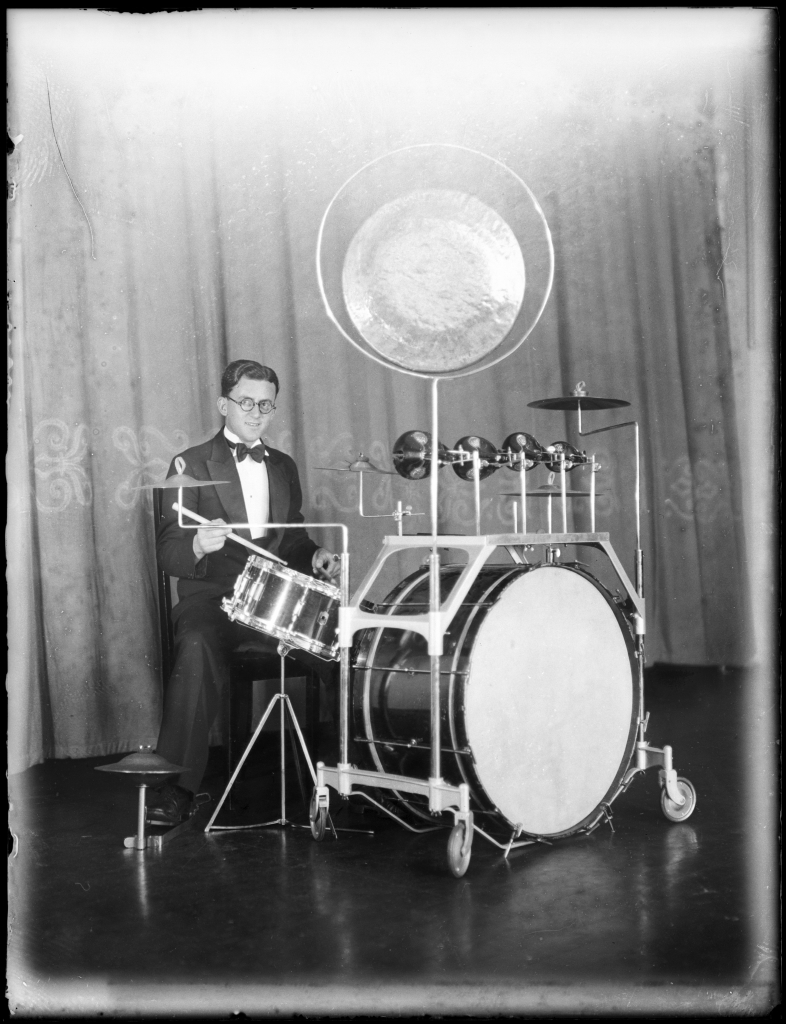
舞蹈樂隊鼓手利用低鈸

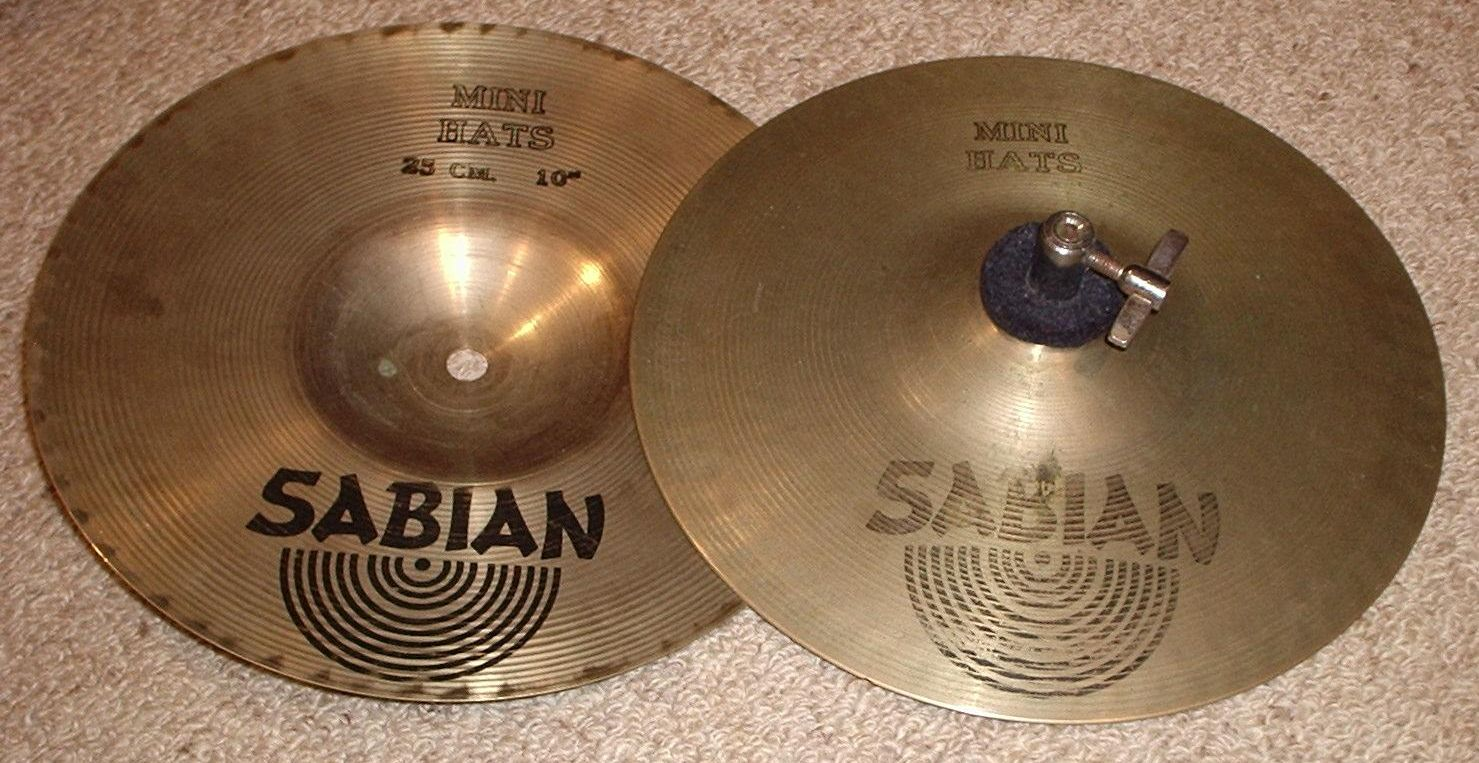
Sabian 10" 迷你鈸, 1980年代

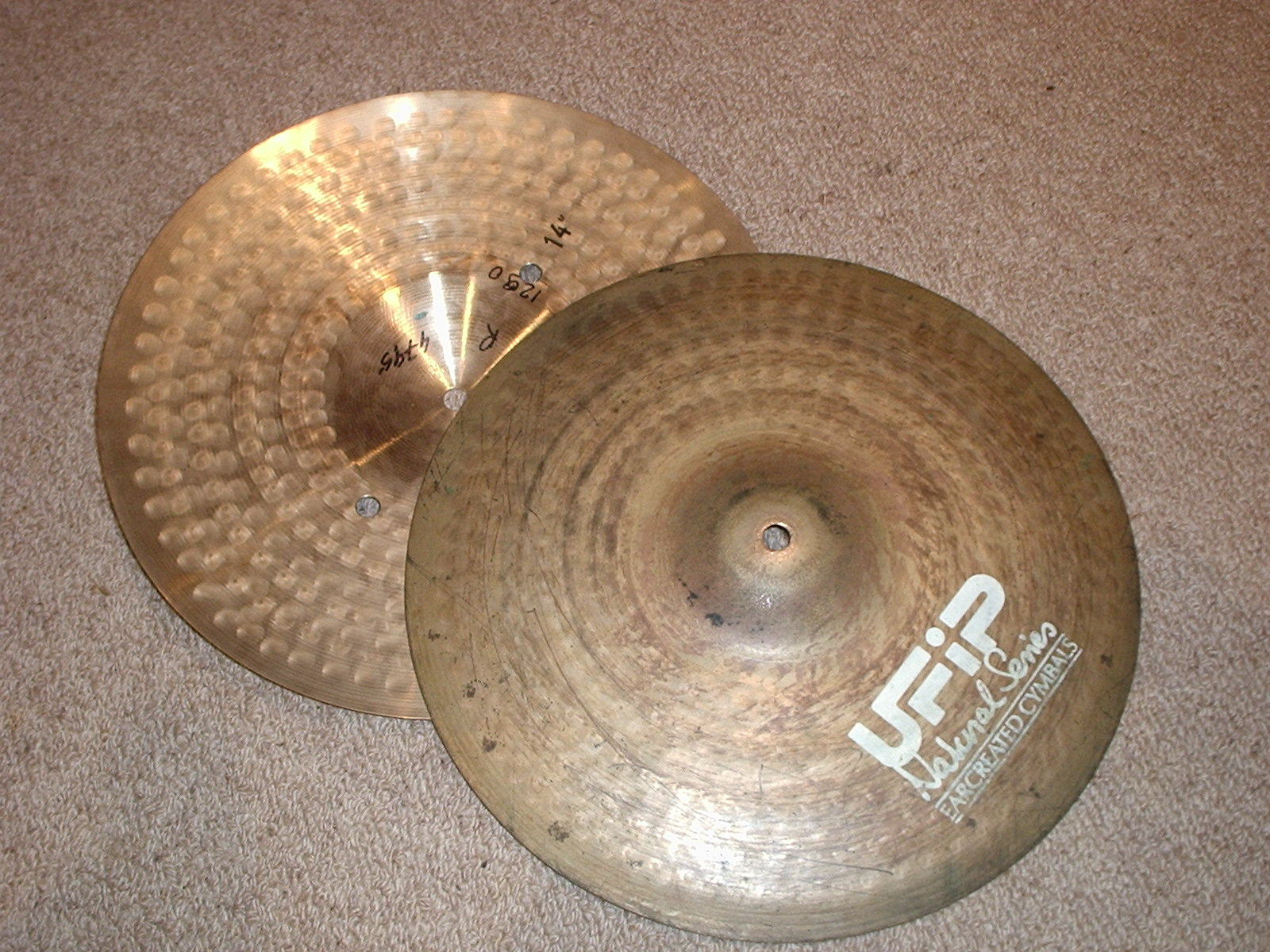
Vented UFIP 14" 腳踏鈸

腳踏鈸的初始版本被稱為clanger，它是安裝在低音鼓邊沿上的小鈸，並用低音鼓踏板敲擊。然後是shoes，這是兩個鉸接板，兩端有鈸碰撞在一起。接下來是low-sock,low-boy或low-hat，利用踏板激活發聲的鈸採用如腳踝高的設備，類似於現代腳踏鈸架。標準尺寸為10英寸（25厘米），有些具有重達5英寸（13厘米）寬的鐘。
1926年左右，鼓配件公司Walberg和Auge的Barney Walberg製造了可以用手和腳演奏的腳踏鈸。第一個公認的大師 去演奏這個新樂器的是“Papa”Jo Jones，他在打開8和關閉時打擊腳踏鈸的計時“疊音”節奏，激發了疊音鈸的創新。2008年8月8日在Jazz Profiles Blogspot上發表的關於腳踏鈸發明的另一個主張歸功於鼓手William“O'Neil”Spencer（1909年-1944年）。傳奇的爵士鼓手，費城喬·瓊斯（1923年-1985年），被引用來描述了他對腳踏鈸歷史的理解。瓊斯說：“我真的很欣賞奧尼爾（O'Neil)。1943年,他來到費城的俱樂部和我在那里工作，我想是這樣，並且跟我談起腳踏鈸。我當時正在用腳鈸，低鈸。奧尼爾是那個發明腳踏鈸的人。我相信，這個男人。他建議我在單四拍子里，在'2'和'4'關上腳踏鈸。這個想法似乎正確，沒那麼人都這樣做過。」 
“2008年爵士檔案”一文的編輯特別提到了其他被認為發明腳踏鈸的人，包括喬·瓊斯，還有凱撒·馬歇爾。2013年現代鼓手文章認為Papa Jones是第一個在鼓上使用鼓掃並轉移到保留低音鼓和腳踏鈸的時代。
直到20世紀60年代後期，標準的腳踏鈸是14英寸（36厘米），13英寸（33厘米）是作專業鈸範圍內不太常見的替代品，較小的尺寸低至12英寸（30厘米）僅限於兒童套件。
在20世紀70年代早期，硬搖滾鼓手（包括齊柏林飛船的約翰·博納姆）開始使用15英寸（38厘米）的腳踏鈸，如Paiste Giant Beat。
在20世紀80年代後期，Zildjian發布了革命性的12英寸（30厘米）特殊記念腳踏鈸，這是一種小型重型腳踏鈸，用於近距離拍攝現場或錄音，其他製造商也很快跟隨，例如Sabian的10英寸（25厘米）迷你腳踏鈸。
在20世紀90年代早期到中期，帕蒂斯（Paiste）特別提供8英寸（20厘米）迷你腳踏鈸作為其Visions系列的一部分，這是世界上最小的腳踏鈸之一。
從20世紀80年代開始，許多製造商還試驗了把鉚釘用在下鈸中。但到了20世紀90年代末，標準尺寸又變為14英寸（36厘米），13英寸（33厘米），這是一種不太常見的替代品，而小鈸主要用於特殊聲音。腳踏鈸的鉚釘未能流行起來。
現代腳踏鈸比現代的镲片重得多，反映出使用更輕薄的撞擊镲片以及更重的腳踏鈸的趨勢。另一個演變是，一對腳踏鈸可能不相同，底部通常比頂部更重，並且可能是通風的。有一些例子是Sabian的底部鈸有孔的融合鈸，以及Sabian X-cellerator，Zildjian Master Sound和Zildjian Quick Beats，Paiste Sound Edge和Meinl Soundwave。有的甚至鼓手使用來自不同類型的鈸合併成為完全不匹配的腳踏鈸（ZILDJIAN的k / Z腳踏鈸），不同的廠商，甚至不同的大小（類似於 K Custom Session Hats，其中頂鈸是小於底部1 / 16個英寸（1.6毫米））。Max Roach使用15英寸（38厘米）頂部和14英寸（36厘米）底部的腳踏鈸而聞名。
最近的發展包括X-hat（固定，封閉或半開式腳踏鈸）和有線或遠程控製的腳踏鈸。 Sabian推出了由Peter Kuppers設計的三重腳踏鈸。在腳踏鈸的這種變化中，頂鈸向下移動並且底鈸同時向上移動而中鈸保持靜止。
落地式離合器還用於鎖定和放開腳踏鈸，同時雙腳在使用雙低音鼓。落地式離合器可從DW Drums, Gibraltar Hardware和Tama 商購獲得。

## 現代座架

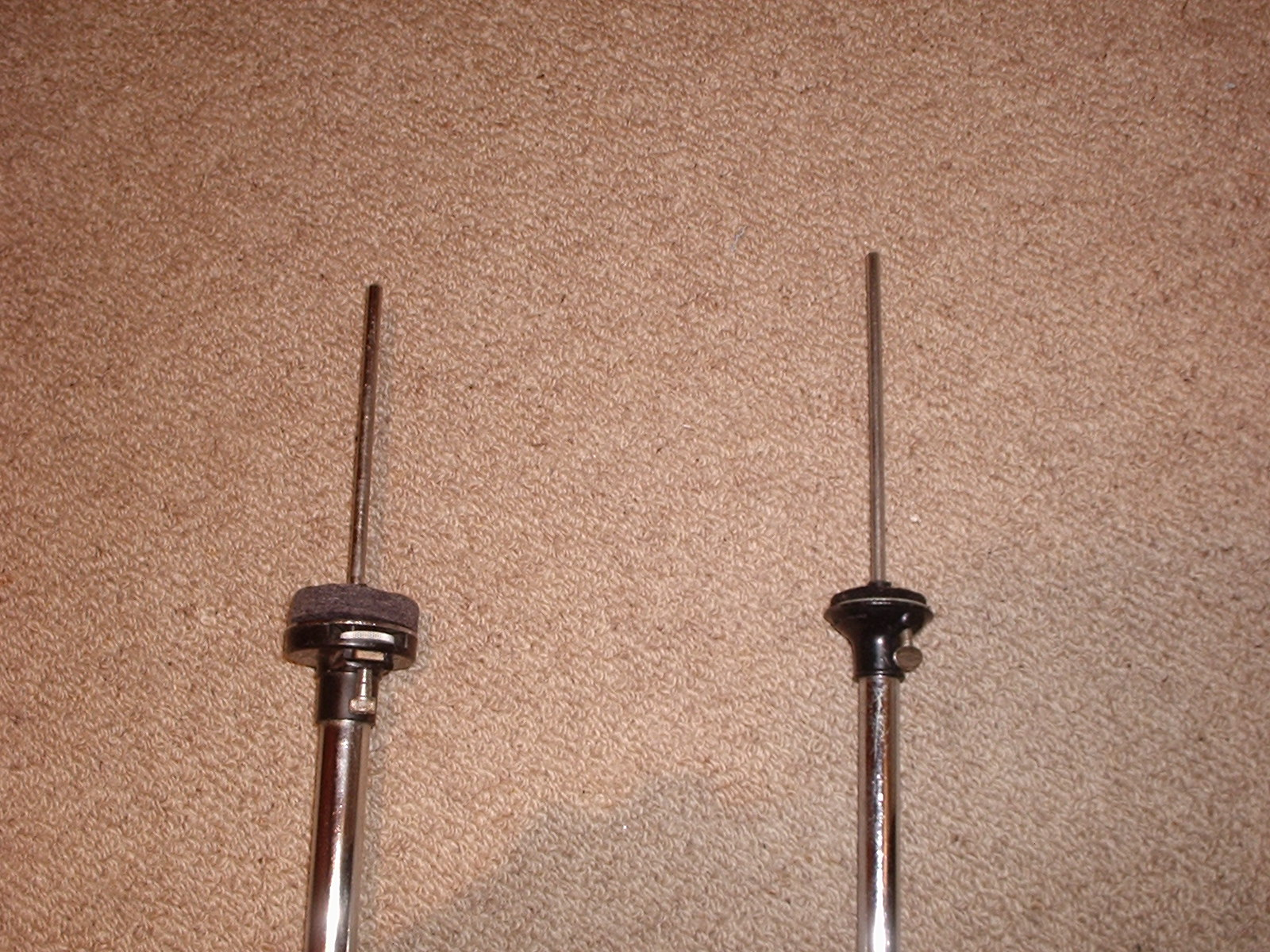
傾斜底鈸的螺絲

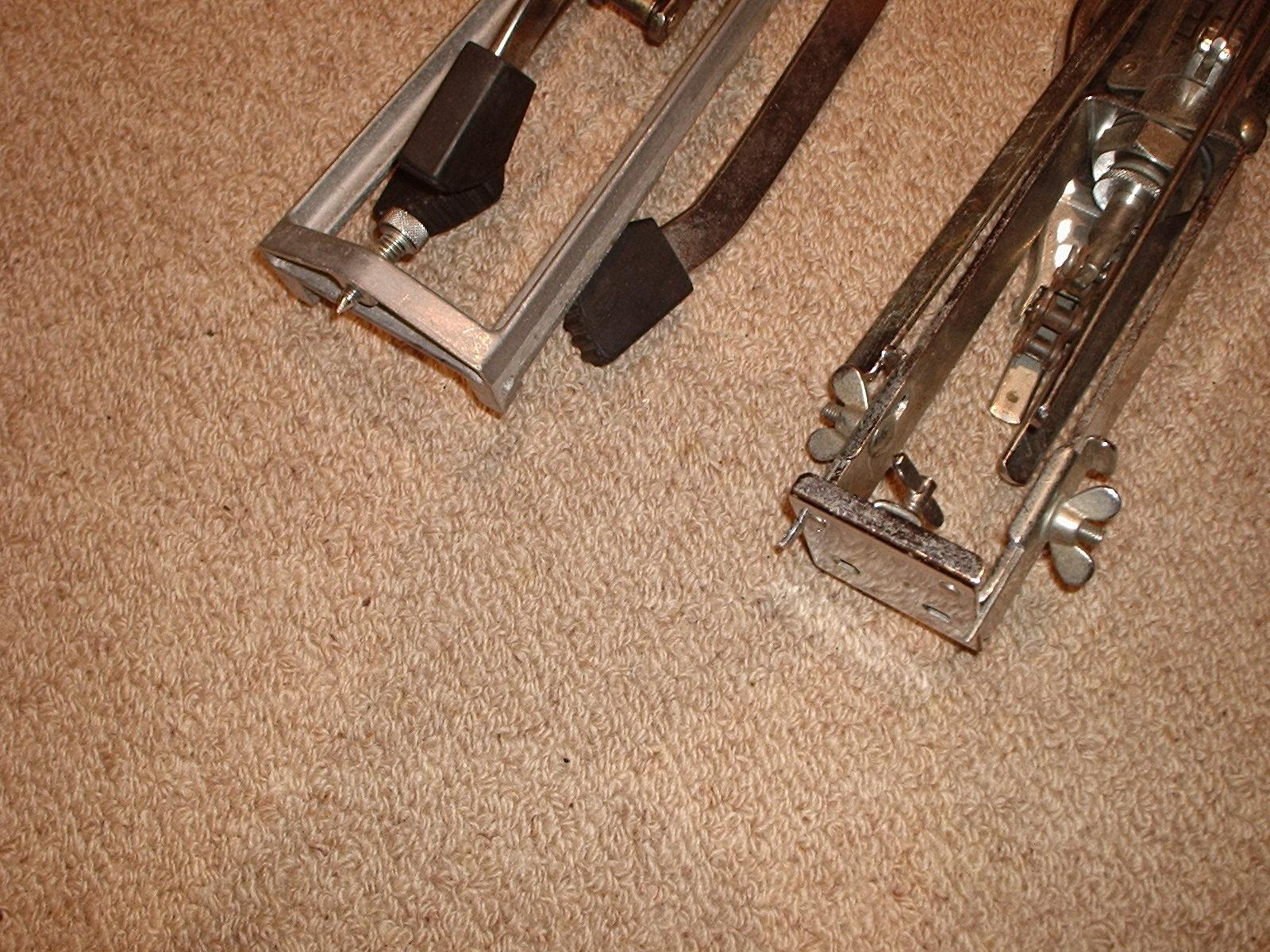
大多數支架都有可伸縮的尖釘，這裡顯示為延伸狀態，以盡量減少滑動

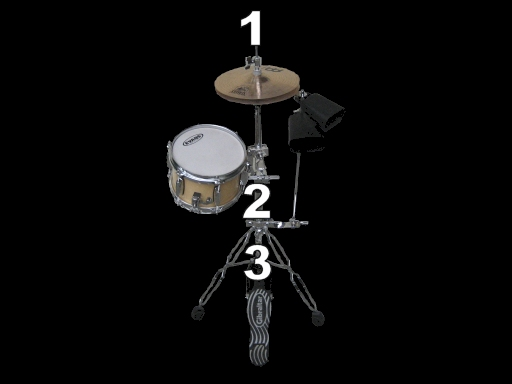
10英寸迷你腳踏鈸，帶（1）腳踏鈸桿和離合器（2）小鼓和牛鈴架（3）底座和踏板

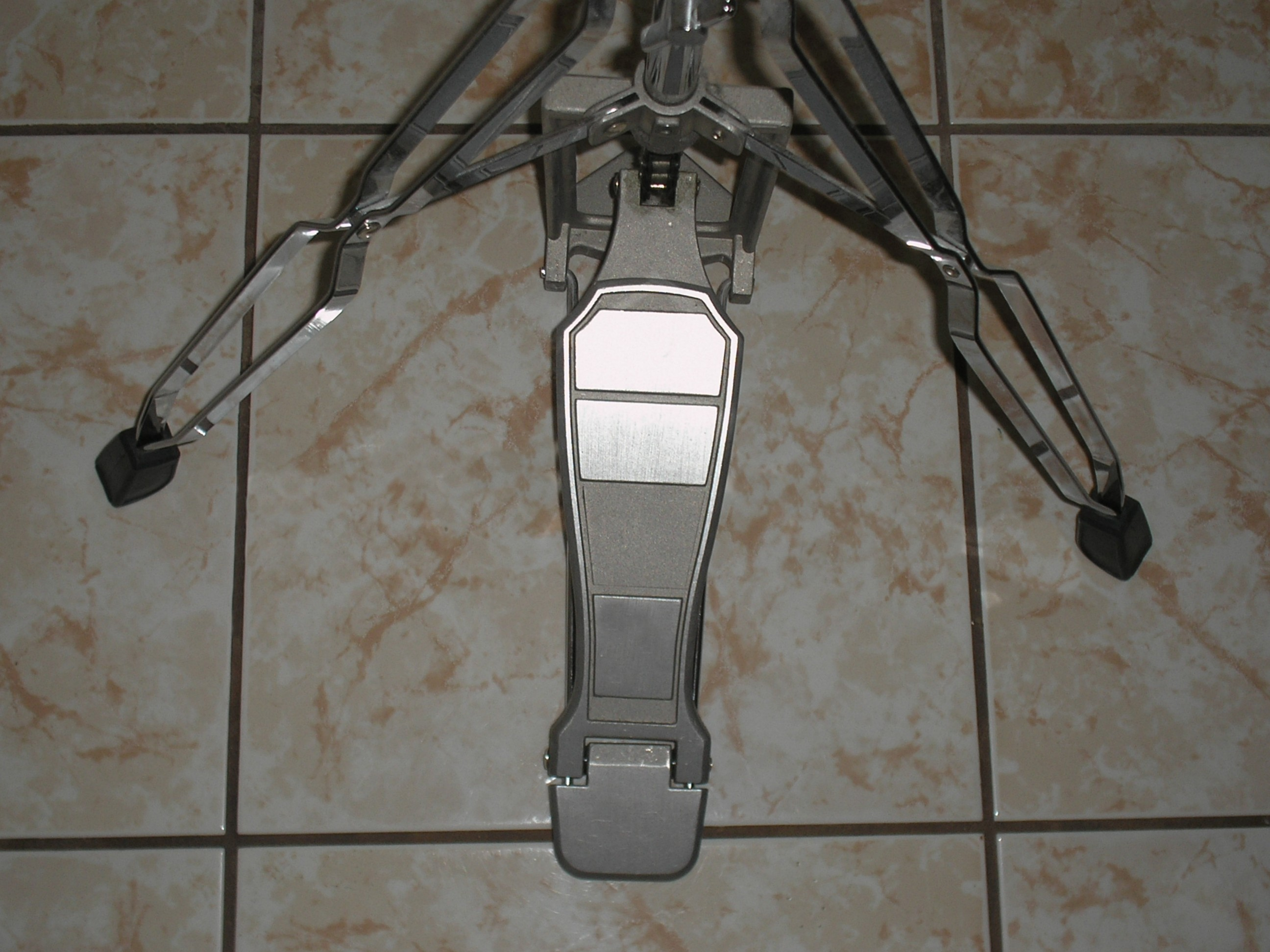
腳踏鈸踏板和底座

標準腳踏鈸具有安裝在支架上的兩個鈸，配合金屬管和由三腳架支撐並連接到腳踏板的桿組成。固定的底鈸位於管的頂部，通常垂直於地面，但通常配有調節螺釘，使其略微傾斜。頂部鈸安裝在桿上，並通過踏板上腳施加的壓力使其靠近底鈸。
一體式離合器組件是包括了彈簧，該彈簧可以被調節以設定阻力，該彈簧也改變放開的速率和張力，以及在打開時調節鈸之間的間隙。
現時，已經發展了標準的術語。打開和關閉的腳踏鈸是指兩個鈸分開或在一起（打開或關閉）時打出的音符，而Chock 腳踏鈸指的是僅用踏板打擊兩個鈸的樂句或音符。大多鼓拍子包括開放和封閉腳踏鈸的音符。
一些腳踏鈸允許三腳架傾斜或旋轉。另一種配置就省略了三腳架並將支架安裝在低音鼓的側面，特別適用於帶有非常大或雙低音鼓的鼓組。

### 離合器
標準離合器使用在鈸下方部分扭入的輥紋套環和在其上方的一對輥紋環。套環緊貼螺紋末端，而環則相互緊固。
- Tama 腳踏鈸離合器的傳統結構
- 同樣的離合器拆開了
- 同樣的離合器安裝在頂镲上

#### 下降式離合器
下降式離合器允許在不使用踏板的情況下讓一對安裝在傳統腳踏鈸支架的腳踏鈸被關閉。
腳踏鈸離合器設有槓桿，可以用手操作或用鼓槌敲擊。這個動作放開了頂镲，讓它落在底鈸上並保持在那裡，然後重力使帽子鬆散地閉合，並允許它們在這個位置上被棍子彈奏。踏板的操作能重新接合離合器並允許鼓手恢復正常演奏。
發明了下降式離合器能允許使用雙低音鼓踏板的鼓手在不需要操作腳踏鈸踏板的情況下演奏閉合的腳踏鈸，這仍然是他們的主要應用。
由於它依靠重力來閉合鈸，因此下降式離合器使鼓手無法控制將腳踏鈸固定在一起的張力，並且僅提供最小的張力。另一方面，如果鼓手在演奏前手動降低標準踩镲架的頂鈸，則可以設置任何所需的張力，並且踏板仍可用於增加演奏時的張力，但不能打開腳踏鈸或減少張力。一些鼓手更喜歡這種技術並拒絕使用下降式離合器，因為它太限制了可用的聲音。
一種不常見的替代方案是鎖定腳踏鈸踏板，例如Tama“Cobra Clutch”。這種和類似的高端鎖定踏板可以控制張力。通過按下與主踏板分開的鎖定踏板來接合它。

### 遙控鈸
有線鈸或遠程鈸使用電線，以允許腳踏鈸鈸的位置獨立於踏板的活動，否則踏板操作會變為正常。

### X-hats
X-hats是一種允許一對腳踏鈸被安裝在鈸架的閉合位置的適配器。雖然沒有踏板，腳踏鈸只是以恆定的張力保持閉合，類似於疊鈸。這放置方法與重金屬音樂有關，特別是使用雙低音鼓，兩腳技術的風格。通過使用X-hat，已經在低音鼓踏板上使用雙腳的鼓手仍然可以演奏腳踏鈸。

## 用途

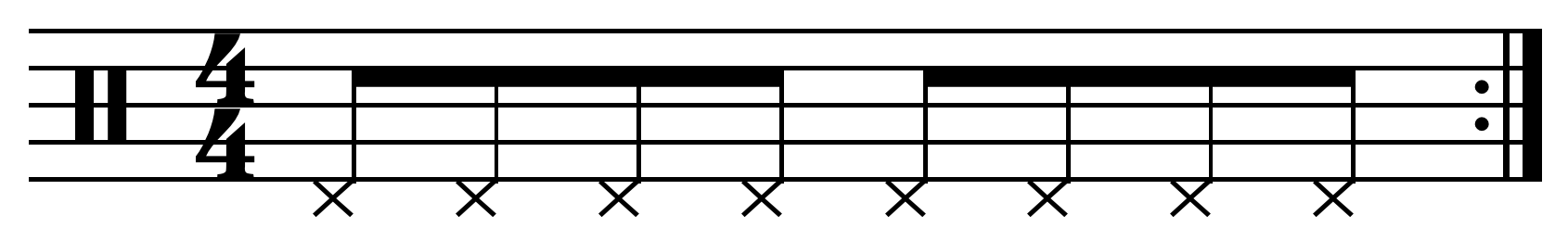
特色搖滾和嘻哈的腳踏鈸樂句

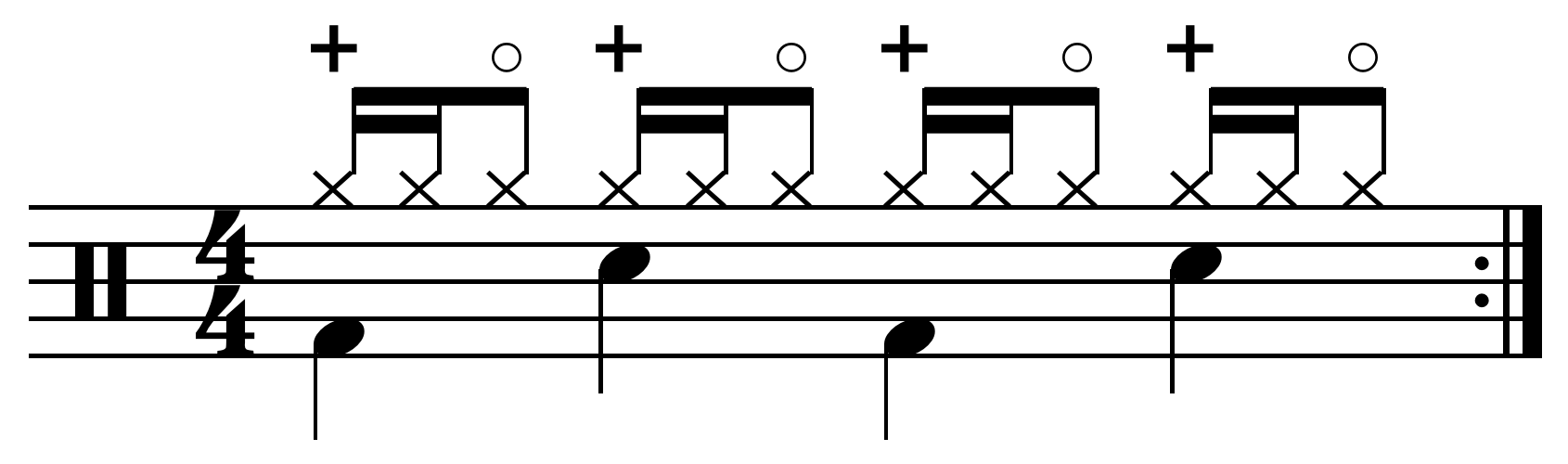
單四拍子的樂句，配合打開（o）和關閉（+）的腳踏鈸 (參見：敲擊樂譜法)

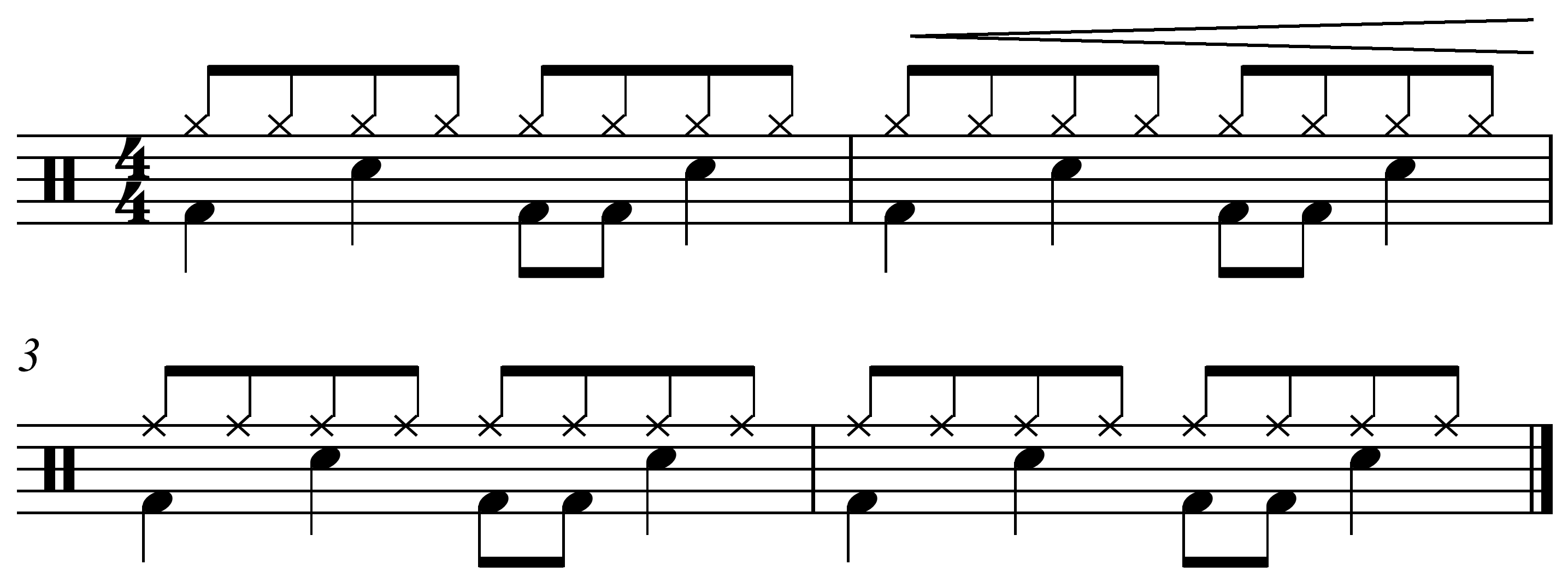
腳踏鈸從關閉到打開狀態的"漸強" ，引入疊音鈸的樂句

當用壓實踏板或踩下踏板時，腳踏鈸會發出短而清脆的敲擊聲悶音，發出“chick”音。 調整鈸之間的間隙可以將開的腳踏鈸的聲音從閃閃的持續音調改變為類似於疊音鈸的聲音。當用鼓棍擊打時，根據踏板的位置，腳踏鈸會發出短促的聲音或較長的持續沙沙的聲音。
它也可以通過提升和降低腳踏板來將鈸撞擊在一起來演奏，這種風格通常用於爵士音樂中2和4的重拍。在搖滾音樂中，腳踏鈸通常會在每個節拍中敲擊，或者在1和3的節拍上敲擊，而鈸則保持合在一起。鼓手可以通過腳壓下踏板的力量控制聲音。較小的壓力使镲片可以更自由地一起摩擦，從而為重音或漸強效果提供更大的維持音量和更大的整體音量。在搖擺音符的演奏中，經常使用稱為“cooking”的節奏。為了產生這種節奏，鈸會被快速連續敲擊兩次，在第一次擊打時鈸保持關閉並在第二次擊打之前打開，然後在關閉镲片，發出“chick”的聲音之前響亮以完成節奏（發出“chick”的聲音時可能會也可能不會擊打鈸）。
右手鼓手通常會用左腳踩踏板，並且可以使用一個或兩個鼓棍。搖滾和爵士樂的傳統腳踏鈸節奏是通過雙手交叉演奏的，所以右手桿會彈奏踩镲，而左手彈奏它下面的軍鼓，但這不是普遍的。像Billy Cobham，Carter Beauford，Shawn Drover和Simon Phillips這樣的頂級現代鼓手，張開手打鼓，以左手擊打腳踏鈸。有些人，如Kenny Aronoff, 和  The Presidents of the United States of America的Jason Finn，一起使用這兩種技術。一些套件還可以為右手球員提供額外在右側的腳踏鈸。如果以腳踏鈸節奏配合組中間的鼓或鈸，則顯示這些套件。該技術是用於金屬音樂類型，如  Metallica 的 Lars Ulrich和Dream Theater的前成員Mike Portnoy 。在搖滾樂和爵士樂中，鼓手通常會在腳踏鈸和疊音鈸之間+使用相同的棍法，例如使用主歌中的腳踏鈸和副曲中的疊音鈸，或使用疊音鈸陪奏結他或其他器樂獨奏。
女王樂隊的鼓手Roger Taylor演奏了許多獨特的腳踏鈸技術，包括在每個反拍上打開腳踏鈸以強調節奏，並且在擊打軍鼓時將腳踏鈸略微打開。他的標誌性的腳踏鈸節奏是在第一拍和第三拍打開腳踏鈸之前擊打了軍鼓。
AC/DC的菲爾陸克文(Phil Rudd)還採用了獨特的腳踏鈸技術，其中包括在每個節拍極重度加強地擊打腳踏鈸，以及在兩拍之間保持柔和。
滾石樂隊的查理·沃茨(Charlie Watts)使用的技術，他不齊聲地演奏小鼓和腳踏鈸。如果演奏標準的八分音符樂句，他將在第1和3拍擊打腳踏鈸，而不是在第2和4拍擊打軍鼓的情況下擊打腳踏鈸。
在很多嘻哈音樂中，鼓棍擊打腳踏鈸以完成簡單的八分音符樂句，儘管這種演奏通常是通過鼓點器，或舊式錄音（錄製和加載腳踏鈸的聲音進入採樣器，或類似的錄製的設備。）來完成的。